# 2MASS J11040127+1959217
2MASS J11040127+1959217 ist ein Brauner Zwerg im Sternbild Löwe. Er wurde 2003 von Kelle L. Cruz et al. entdeckt. Er gehört der Spektralklasse L4 an. Seine Position verschiebt sich aufgrund seiner Eigenbewegung jährlich um 0,158 Bogensekunden.